# De witte slang (Marokko)
De witte slang is een sprookje uit Marokko.
Er is ook een West-Europees sprookje met dezelfde naam, zie De witte slang uit Kinder- und Hausmärchen.

## Het verhaal uit Marokko
Oude Mabroek woont met vrouw en kinderen in een oase in de woestijn en was een van de steunpilaren van de broederschap der G'nawa, waarvan de meeste volgelingen in de woestijn zwart zijn. Hij is erg gelovig en doet de deuren van de moskee open en begroet iedere dag met het gebed van de dageraad. Hij loopt vooraan bij de pelgrimstocht naar de koepel van Sidi Moessa, veertig kilometer van zijn oase. Lopen in de zandduinen is moeilijk en het feest van deze heilige valt midden in het heetst van het jaar. Drie dagen van tevoren gaat iedereen op pad en veel voedsel wordt meegenomen. Mabroek ziet op tegen de tocht en wil dat de jongere generatie het overneemt.
Mabroek gaat niet mee in de processie van vaandeldragers en tamboerijnspelers en de eerste nacht slaapt hij heerlijk naast de kookpot waarin zijn vrouw chorbasoep heeft gemaakt. De tweede dag is Marboek triest, omdat hij de vreugde niet kan meebeleven. De derde dag heeft zijn vrouw couscous bereid en het ligt op een schaal met boter. De kinderen gaan op de matjes zitten en ook Mabroek neemt plaats in de familiekring. Een witte slang verschijnt en kronkelt rond de schaal en tilt zijn gezicht op, vlak voor Marboek. Marboek rent met zijn wandelstok door de woestijn en komt als eerste aan bij de graftombe van de heilige. Hij heeft geen vliegend tapijt gezien en ook werd hij niet door vleugels gedragen. Sidi Moessa hield van hem en God had het hem toegestaan.

## Achtergronden
- In tegenstelling tot de Europese traditie, is de slang in de Noord-Afrikaanse traditie voorwerp van verering. Bij sommige graven van heilige oorden worden slangen speciaal gevoerd. Hier is de slang de boodschapper die Mabrouk alsnog aanspoort op bedevaart te gaan.
- Fejdor is het gebed van de dageraad.